# Run Run Run (The Supremes)
"Run Run Run" is een single van de Amerikaanse groep The Supremes. Het nummer wist niet de top 40 te halen, in tegenstelling tot zijn voorganger "When The Lovelight Starts Shining Through His Eyes" en succesvolle opvolger "Where Did Our Love Go". Naast Florence Ballard en Mary Wilson zingen ook The Four Tops achtergrond in het nummer.

## Bezetting
- Lead: Diana Ross
- Achtergrondzangeressen: Mary Wilson en Florence Ballard
- Achtergrondzangers: Levi Stubbs, Renaldo "Obie" Benson, Abdul "Duke" Fakir, Lawrence Payton
- Instrumentatie: The Funk Brothers
- Schrijvers: Holland-Dozier-Holland
- Productie: Brian Holland en Lamont Dozier